# Punilla (provins)
Punilla är en provins i regionen Ñuble i Chile. Regionen bildades 6 september 2018 av provinsen med samma namn från regionen Biobío och delades samtidigt in i tre provinser, varav Punilla är en.
Kommuner i provinsen:

- San Carlos
- San Nicolás
- San Fabián
- Coihueco
- Ñiquen